# Maud de Belleroche
Pour les articles homonymes, voir Belleroche.
Maud de Belleroche est le nom d'usage de l'actrice, femme de lettres et journaliste française Madeleine Sacquard, née le 26 août 1922 à Paris 17e et morte le 19 février 2017 à Villerville (Calvados). 
Encore étudiante, elle devient la maîtresse de Jean Luchaire en même temps qu'une personnalité mondaine de la Collaboration. Acquise aux thèses fascistes, elle suit son second époux en exil en Allemagne et en Italie, puis en Espagne et en Argentine. Elle mène ensuite une carrière littéraire, dans le journalisme et à la radio. Mariée trois fois, « plus jeune divorcée de France » selon ses dires, elle est connue pour ses nombreuses conquêtes amoureuses, tant féminines que masculines, qu'elle dénombre dans son best-seller érotique L'Ordinatrice ?.

## Biographie

### Jeunesse
Madeleine Sacquard a une sœur cadette, Églantine.
Leur père, Charles Denis Sacquard, héros de la bataille du Chemin des Dames où il perdit un bras, titulaire de la croix de guerre 1914-1918 et de la médaille militaire, catholique, entrera dans la Résistance et deviendra administrateur des Galeries Lafayette.
Très jeune, Madeleine est championne de France junior de patinage sur glace ou encore championne de France de plongée sous-marine. Elle pratique la natation dès l'âge de sept ans.
Élève chez les maristes, elle obtient son baccalauréat à seize ans. Elle entre ensuite en classe de philosophie au lycée Jules-Ferry, puis étudie deux ans la pharmacologie avant d'obtenir une licence en droit.
Elle épouse en premières noces le 27 novembre 1940 à Saint-Leu-d'Esserent un pharmacien, Gaston Dacquin, dit Tony ; ils ont un fils, Serge, né le 13 mai 1942, devenu colonel de l'armée de l'air.

### Seconde Guerre mondiale
Sous l'Occupation Maud Sacquard devient une des maîtresses de Jean Luchaire, le « plus dandy des hommes politiques de l'époque » selon elle, et fréquente les milieux de la collaboration. Introduite dans le Tout-Paris, elle sympathise avec Drieu la Rochelle et Brasillach et s'adonne au libertinage, « s'enivr[ant] au champagne dans les parties fines » d'après Grégoire Kauffmann. Elle devient une véritable « égérie fasciste ». En 1942 elle évite la déportation au cousin de Micheline Robert-Weil, une amie juive, en le cachant. En août 1944, elle suit Luchaire en exil à Baden-Baden. Elle s'installe avec Georges Guilbaud, alias Georges Degay,, un collaborateur ayant participé à la création de la Phalange africaine et dirigé le quotidien L'Écho de la France, au Brenners Park-Hotel, puis à Sigmaringen. Là elle rencontre Louis-Ferdinand Céline et son épouse Lucette. Elle est embauchée comme préparatrice dans une pharmacie,,,.

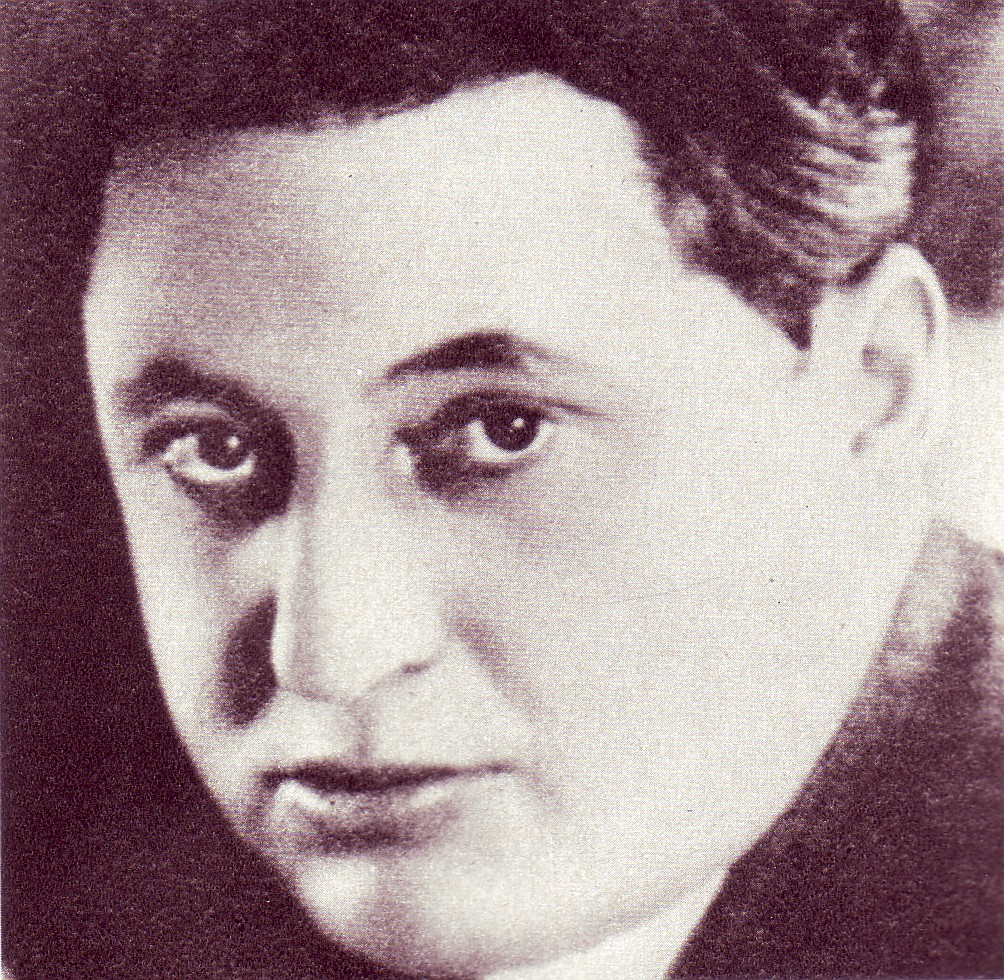
Guido Buffarini, témoin à son mariage.

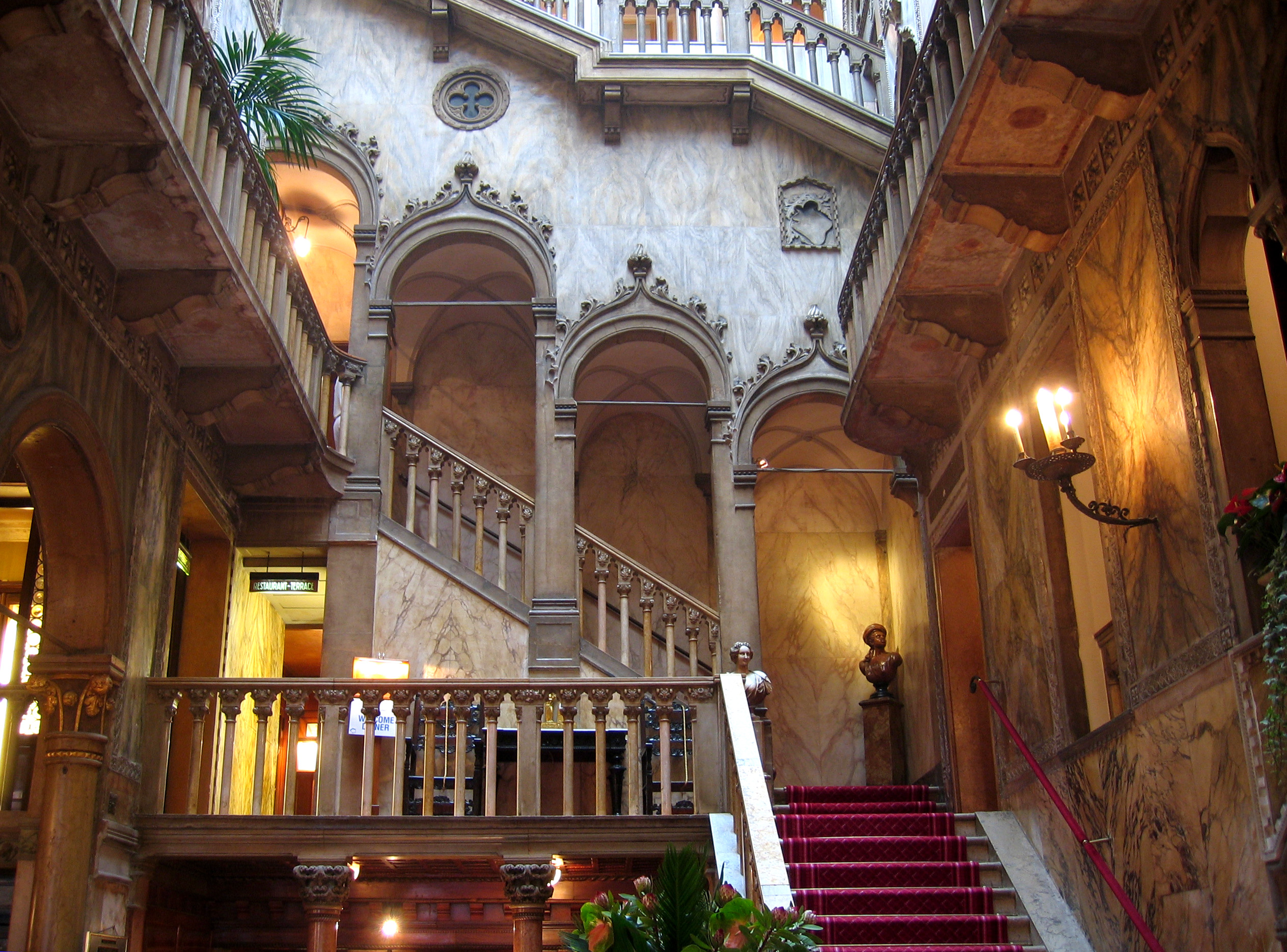
L'hôtel Danieli.

Guilbaud ayant été nommé ministre plénipotentiaire de la Commission gouvernementale auprès de la République sociale italienne, elle le rejoint à Fasano par Constance, Innsbruck, Merano et Bolzano. Un mois plus tard, avec comme témoins le ministre de l'Intérieur italien Guido Buffarini et l'ambassadeur allemand Rudolf Rahn, et alors que son précédent mariage n'a pas pris fin, il l'épouse. Ils s'installent à la villa Bianca ; devenue la « benjamine des ambassadrices d'Europe », elle s'occupe alors de l'aide aux réfugiés de nationalité française et de l'accueil de personnalités, comme Joseph Darnand et son épouse, et surtout le Duce Mussolini, avec qui elle converse longuement un soir de décembre 1944. Elle visite aussi avec Guilbaud le Vittoriale résidence de D'Annunzio, et Venise où ils dorment à l'hôtel Danieli.
La mort de Jacques Doriot, qu'ils apprennent en mars 1945, signe la fin des espoirs des réfugiés collaborationnistes français en Italie. Le 1er avril 1945, Guilbaud s'envole seul pour Barcelone ; Charles Moschetti, nouveau ministre plénipotentiaire, leur fait attribuer des faux-papiers suisses. Le 25 avril, elle quitte l'ambassade en compagnie de ce dernier. Arrêtés par des partigiani, ils s'échappent à pied, puis à la nage, avant de se faire guider par une jeune bergère jusqu'à la frontière, où il se livrent aux autorités suisses. Elle est hébergée dans des camps de réfugiés, puis on lui offre de rentrer en France.

### Après la guerre
À sa descente du train qui la ramène en France, elle est arrêtée par des agents de la surveillance du territoire. Incarcérée quelques jours à la prison Saint-Paul de Lyon, elle couche avec sa compagne de cellule, une ancienne maîtresse de Doriot prénommée Ségolène. Logée chez le banquier Raymond Morin-Pons, ami de ses parents, elle évite finalement des poursuites devant la Cour de justice ; malgré de nombreuses démarches, elle échoue à faire sortir de prison Ségolène.

Peu après, elle et sa famille, sous prétexte de l'« ingratitude » de certains juifs à leur égard, versent dans l'antisémitisme ; elle déclarera d'ailleurs dans ses mémoires qu'elle 

« souhaite […] que les Juifs […] restent [en Israël]. En paix avec eux-mêmes et avec leurs voisins et qu'ils s'abstiennent désormais, contrairement à leurs habitudes, de chasser sur nos terres, à nous. »

— Le Ballet des crabes, p. 182
Elle fait « connaissance avec le monde clos des financiers, des médecins et des soyeux » lyonnais. Définitivement blanchie, « indigne de l'indignité nationale », elle rentre à Paris. Elle renoue avec son père, retrouve son fils Serge, puis se rend à l'hôtel Matignon pour rencontrer Gaston Palewski, directeur de cabinet du président du Gouvernement provisoire, et lui demander un visa pour l'Espagne. Avant de quitter la capitale, elle entretient une courte idylle avec un comédien communiste.

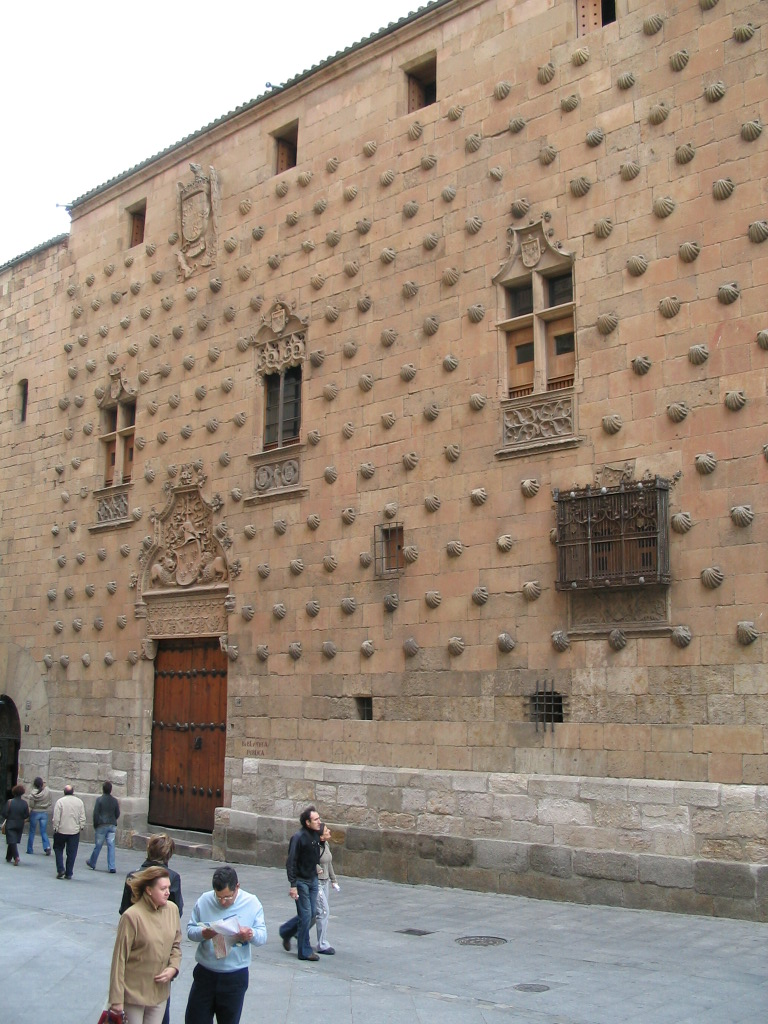
La Casa de las Conchas.

Milieu 1945, elle passe clandestinement la frontière espagnole près de Canet, et retrouve Guilbaud à Barcelone, en compagnie de Pierre Héricourt et d'Alain Laubreaux. Elle obtient un passeport au nom de Maud Degay. Un soir, après l'amour, elle écrit son premier poème. Elle et ses compagnons apprennent avec indignation la condamnation à mort du maréchal Pétain. En novembre ils se transfèrent à Madrid. Elle séjourne à l'Hotel Palace, et fait la connaissance de José Ignacio Escobar y Kirkpatrick, marquis de Las Marismas, ami de Guilbaud, « cicérone des plus enviables » qui lui ouvre les portes de l'« inteligencia » et lui fait rencontrer, au Frontón Recoletos (es), Abel Bonnard. Elle emménage dans un appartement du quartier Goya avec le chien que lui a offert la femme d'Émile Dewoitine.
Elle remporte le championnat de tennis féminin de Castille ; Bonnard lui fait visiter le musée du Prado, où il lui offre sa vision d'un Francisco de Goya « artiste dionysiaque ». Durant les trois derniers mois qu'elle passe en Espagne, elle devient également sa documentaliste pour la monumentale étude de Napoléon Ier qu'il prépare. Enfin, lors d'une excursion salmantine, entre la vieille cathédrale et la Casa de las Conchas, il lui fait découvrir l'art plateresque ; il lui dit alors : « Maud, vous qui croyez en l'art, vous qui cumulez succès sportifs et amoureux, n'oubliez jamais, c'est la vie, rien que la vie qui triomphe… »
Elle suit son mari en Argentine en 1946 où il devient conseiller administratif du président Juan Perón. Elle évoque cette période dans son livre Eva Perón paru en 1972,.
Elle se remarie ensuite le 17 novembre 1950 à Paris avec Jacques Chastelain, baron de Belleroche, d'une famille originaire du Beaujolais. Le couple se sépare en octobre 1956.
Elle publie de nombreux livres sous le nom de Sacquard de Belleroche. Un inédit a également paru dans le numéro 32 de la revue Adam. Traductrice de dialogues de film, elle collabore aussi à plusieurs émissions de radio, est sociétaire des Grosses Têtes, et écrit des poèmes. Son œuvre L'Ordinatrice ?, notamment, qui paraît en 1968, connaît un grand succès,,. En 1969 elle incarne également, dans Top Sensation et sous la direction d'Ottavio Alessi, « une dominatrice qui organise la dolce vita à bord de son yacht ».
En 1979, elle participe au numéro 1 de La Revue célinienne, avec un texte intitulé « À Baden-Baden ».
À l'instigation du duc de Brissac elle devient conférencière sous le nom de « baronne de Belleroche », pour la Société des amis de Versailles, les Amis des châteaux de la Loire, l'Alliance française ou Connaissance du Monde,.
Après avoir entretenu une relation avec Marc de Hohenzollern elle se retire dans une thébaïde normande, à Villerville, où elle finit ses jours.

## Filmographie
- 1969 : Top Sensation : Mudy
- 1976 : Chantons sous l'Occupation, documentaire
- 1982 : participation à un entretien dans le cadre de la préparation par l'Institut d'histoire du temps présent (IHTP) d'un documentaire sur Sigmaringen[24]

## Publications
- Cinq personnages en quête d'empereur (préf. Francis Didelot), Paris, Del Duca, 1962 Prix Broquette-Gonin de littérature de l'Académie française 1963[25].
- Du dandy au play-boy, étude, Paris, Del Duca, 1965
- L'Ordinatrice ? : mémoires d'une femme de quarante ans, Paris, La Jeune Parque, 1968 ; réimp. 1978 ; adaptation en bande dessinée, dessins de Max Lenvers, Dominique Leroy, 1985
- L'Ordinatrice seconde, Paris, La Jeune Parque, 1969 (réimp. 1978)
- Des femmes, Paris, La Jeune Parque, 1970
- Noisette, Paris, La Jeune Parque, 1971
- Eva Perón : la reine des sans-chemises, Paris, La Jeune Parque, 1972
- Le Ballet des crabes, Paris, Filipacchi, 1975 (réimp. 2002)
- L'Ordinatrice a 50 ans, Paris, La Jeune Parque, 1978
- La Murène apprivoisée, Paris, Garnier Frères, 1980
- Oscar Wilde ou L'Amour qui n'ose dire son nom (préf. Roger Peyrefitte), Paris, Favre, 1987 (réimp. 2004)
- Sacha Guitry ou L'Esprit français, Coulommiers, Dualpha, 2007